# Солонское сельское поселение
Соло́нское се́льское поселе́ние — муниципальное образование в составе Нехаевского района Волгоградской области.
Административный центр — село Солонка.

## История
Солонское сельское поселение образовано 18 ноября 2004 года в соответствии с Законом Волгоградской области № 977-ОД.

## Население
| 2010 | 2012  | 2013  | 2014 | 2016 | 2017 | 2018 |
| ---- | ----- | ----- | ---- | ---- | ---- | ---- |
| 1064 | ↘1036 | ↘1006 | ↘987 | ↘945 | ↘930 | ↘901 |
| 2019 | 2020  | 2021  |      |      |      |      |
| ↘867 | ↘857  | ↗859  |      |      |      |      |

## Состав сельского поселения
| № | Населённый пункт | Тип населённого пункта       | Население |
| - | ---------------- | ---------------------------- | --------- |
| 1 | Солонка          | село, административный центр | ↗859      |